# Batalla de Arelate
La Batalla de Arelate se libró en 458 cerca de Arelate (Arlés) entre las fuerzas del emperador romano de Occidente Mayoriano y el rey visigodo Teodorico II.
Después del asesinato de Flavio Aecio en 454, los visigodos empezaron para expandir su reino a expensas de los restos de administración romana en Galia e Hispania. Cuándo Mayoriano fue coronado emperador en 457, los visigodos liderados por el rey Teodorico II acababan de derrotar al reino suevo en el noroeste de Hispania y consolidaba su dominio del resto de la península.[cita requerida]
Mayoriano, un general joven y capaz aún en la treintena, heredó un imperio reducido a Italia, Dalmatia y algunos territorios discontinuos en el norte de la Galia. Tomó como primer paso hacia consolidar el imperio el enfrontarse a los visigodos en Septimania. Junto con sus generales Egidio y Nepociano, Mayoriano se enfrentó al rey visigodo y su ejército en Arelate, en la boca del Rhodanus (Ródano). La batalla que siguió fue una catástrofe para los godos: Teodorico hubo de huir de Arelate y abandonar Septimania, firmando un tratado de paz desfavorable que devolvía a los visigodo en Hispania a un estatus de federados.
La batalla permitió a Mayoriano realizar posteriores incursiones en la Galia contra el reino burgundio.